# Bussy-Lettrée
Bussy-Lettrée é uma comuna francesa na região administrativa do Grande Leste, no departamento de Marne. Estende-se por uma área de 33.48 km², e possui 331 habitantes, segundo o censo de 2018, com uma densidade de 9.9 hab/km².